# Kościół w Radziechowach
Kościół w Radziechowach este o arie protejată (sit de importanță comunitară — SCI) din Polonia întinsă pe o suprafață de 0,06 ha, integral pe uscat.

## Localizare
Centrul sitului Kościół w Radziechowach este situat la coordonatele 49°38′49″N 19°07′41″E / 49.647°N 19.1281°E.

## Înființare
Situl Kościół w Radziechowach a fost declarat sit de importanță comunitară în ianuarie 2006 pentru a proteja 1 specie de animale.

## Biodiversitate
Situată în ecoregiunea alpină, aria protejată nu include niciun habitat protejat.
La baza desemnării sitului se află o specie protejată de  mamifere: liliacul mic cu potcoavă (Rhinolophus hipposideros).